# マックス・インメルマン

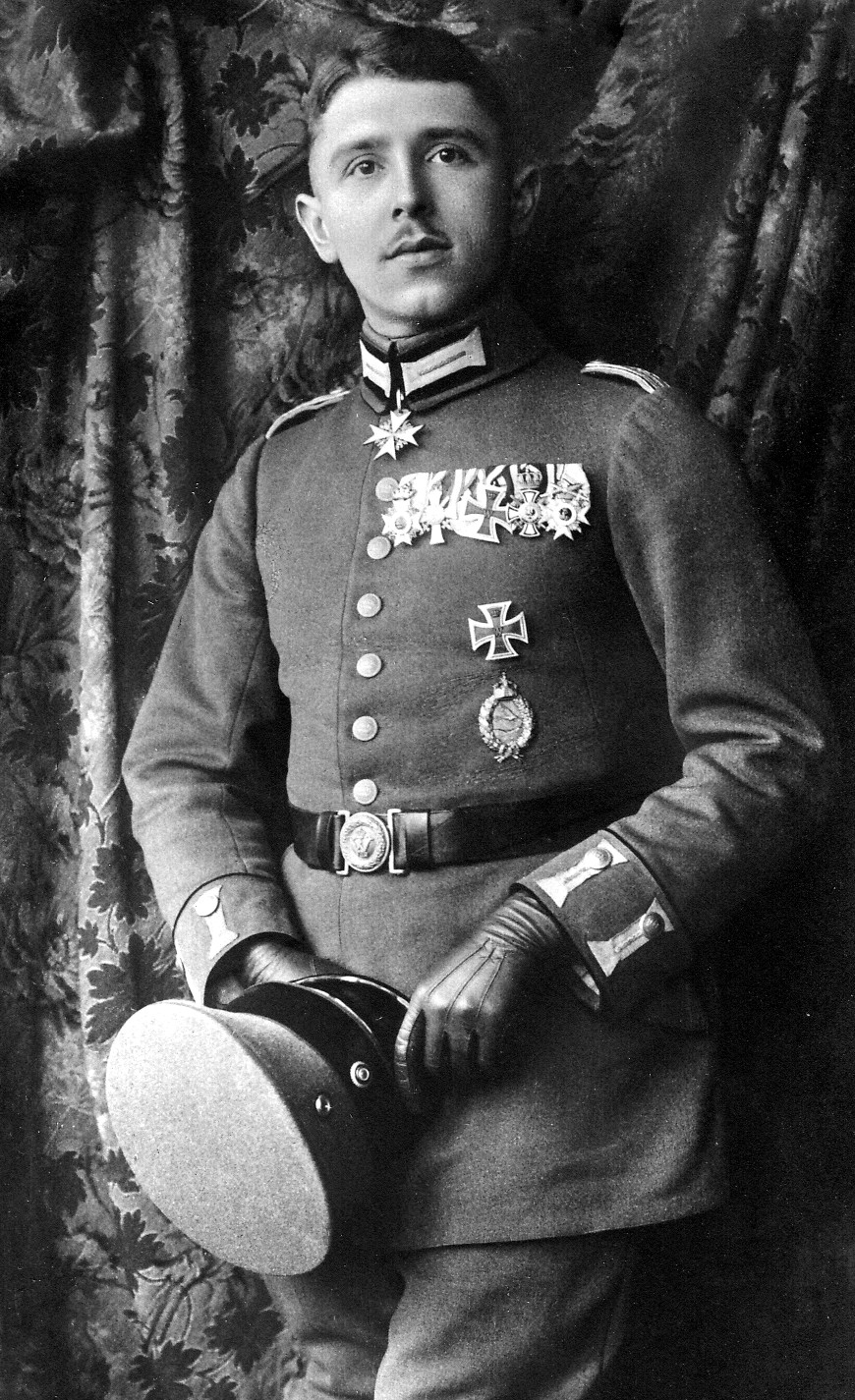
マックス・インメルマン

マックス・インメルマン（Max Immelmann、1890年9月21日 - 1916年6月18日）は第一次世界大戦初期のドイツの陸軍軍人、撃墜王。インメルマンターンと呼ばれる空戦機動を生み出したことで有名である。最終階級は陸軍中尉。

## 戦歴と顕彰
パイロットになり、フォッカー単葉機で北フランス戦線で活躍した。パイロットとしてはじめてプール・ル・メリット勲章を授けられた。これ以降、この勲章はブルーの色彩を帯び、マックス・インメルマンが受賞したことからブルー・マックス(Blue Max=独:Blauer Max)と呼ばれるようになる。
1916年6月18日、インメルマンは戦死した。味方の対空砲火にあたったという説や、機銃のプロペラ同調機構が故障してプロペラを壊したという説がある。イギリス軍は、第25戦闘機中隊のG.R.マックッビン少尉の操縦するF.E.2b戦闘機がマックス・インメルマン機を撃墜したとして、勲章を授与している。マックス・インメルマンの撃墜数は15機から17機といわれている。

### 伝統承継航空団
第二次世界大戦後も伝統ある航空団 (Traditionsgeschwader) の一つとしてドイツ連邦共和国の空軍第51偵察航空団が「インメルマン」を継承して(Aufklärungsgeschwader 51 "Immelmann") 彼の名声を受け継いでいる。

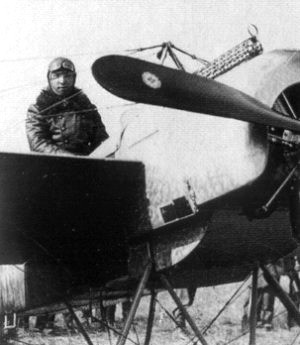
フォッカー E.Iとマックス・インメルマン
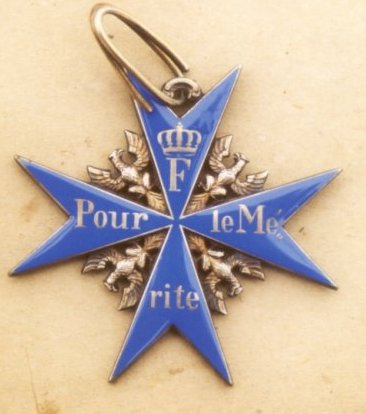
“ブルー・マックス”ことプール・ル・メリット勲章
インメルマンターン